# Lori McNeil
Lori McNeil (n. 18 de diciembre de 1963; San Diego, California) es una exjugadora y entrenadora estadounidense de tenis que ganó diez títulos individuales y 32 de dobles dentro el circuito de la WTA. Su mayor éxito en un Grand Slam fue en 1987 cuando llegó a las semifinales del Abierto de los Estados Unidos y en 1994 cuando también llegó a las semifinales del Torneo de Wimbledon.

## Biografía
McNeil jugó durante 19 años dentro del circuito profesional, desde 1983 hasta el año 2002. Durante ese tiempo además de las semifinales individuales de Wimbledon y los Estados Unidos consiguió el título de dobles mixto en el Roland Garros de 1988 jugando con Jorge Lozano.
Es descatable su actuación en 1992, en el WTA Tour Championships, donde derrotó por 7-5 y 6-4 a Steffi Graf, rompiendo así la racha de Graf que no perdía en un comienzo de competición desde 1985. Después volvió a derrotar a Graf en 1994 en la primera ronda de Wimbledon, siendo ésta la primera vez en la historia de un Grand Slam que la defensora del título sufría una derrota en la primera ronda. McNeil llegó hasta las semifinales donde cayó ante la campeona Conchita Martínez por 6–3, 2–6 y 8-10.

## Finales de Grand Slam

### Dobles femeninos
Finalista (1)
| Año  | Campeonato           | Compañera     | Rivales                         | Marcador |
| 1987 | Abierto de Australia | Zina Garrison | Martina Navrátilová Pam Shriver | 6–1, 6–0 |

### Dobles mixtos
Victorias (1)
| Año  | Campeonato              | Compañero    | Rivales                         | Marcador |
| 1988 | Torneo de Roland Garros | Jorge Lozano | Brenda Schultz Michiel Schapers | 7-5, 6-2 |

Runner-ups (3)
| Año  | Campeonato              | Compañero        | Rivales                                | Marcador      |
| 1987 | Torneo de Roland Garros | Sherwood Stewart | Pam Shriver Emilio Sánchez             | 6-3, 7-6(4)   |
| 1992 | Torneo de Roland Garros | Bryan Shelton    | Arantxa Sánchez Vicario Mark Woodforde | 6-2, 6-3      |
| 1994 | Torneo de Wimbledon     | T.J. Middleton   | Helena Suková Todd Woodbridge          | 3-6, 7-5, 6-3 |

## Resultados WTA

### Victorias individuales (10)
| Individuales               |
| -------------------------- |
| Grand Slam (0)             |
| WTA Tour Championships (0) |
| Tier I (0)                 |
| Tier II (1)                |
| Tier III (3)               |
| Tier IV & 5 (4)            |
| Victorias Pre-Tier (2)     |

| Nº  | Fecha                    | Torneo                 | Superficie  | Rival            | Marcador      |
| 1.  | 21 de septiembre de 1986 | Tampa, EUA             | Dura        | Zina Garrison    | 2-6, 7-5, 6–2 |
| 2.  | 28 de septiembre de 1986 | Tulsa, EUA             | Dura        | Beth Herr        | 6–0, 6–1      |
| 3.  | 28 de febrero de 1988    | Oklahoma City, EUA     | Moqueta (I) | Brenda Schultz   | 6–3, 6–2      |
| 4.  | 17 de julio de 1988      | Newport, EUA           | Hierba      | Barbara Potter   | 6–4, 4-6, 6–3 |
| 5.  | 20 de agosto de 1989     | VS of Albuquerque, EUA | Dura        | Elna Reinach     | 6–1, 6–3      |
| 6.  | 17 de febrero de 1991    | Denver, EUA            | Moqueta (I) | Manon Bollegraf  | 6-3, 6–4      |
| 7.  | 14 de abril de 1991      | Torneo de Tokio        | Dura        | Sabine Appelmans | 2-6, 6–2, 6–1 |
| 8.  | 21 de junio de 1992      | Eastbourne             | Hierba      | Linda Wild       | 6–4, 6–4      |
| 9.  | 13 de junio de 1993      | Birmingham             | Hierba      | Zina Garrison    | 6–4, 2–6, 6–3 |
| 10. | 12 de junio de 1994      | Birmingham             | Hierba      | Zina Garrison    | 6–2, 6–2      |